# بيت مايرز
بيت مايرز (بالإنجليزية: Pete Myers)‏ مواليد 15 سبتمبر 1963 في موبيل، هو لاعب كرة سلة أمريكي معتزل أصبح مدرباً مساعدا بدأ مسيرته الاحترافية في سنة 1986. تم اختياره من قبل فريق شيكاغو بولز خلال الدرافت وهو مدرب مساعد لفريق شيكاغو بولز في الرابطة الوطنية لكرة السلة. يبلغ طوله 6 قدم 6 بوصة (2.0 م). اعتزل اللعب في 1999.

## المسيرة الاحترافية
لعب مع شيكاغو بولز في موسم 1986–1987، ثم لعب مع سان أنطونيو سبرز في سنة 1988، ثم لعب مع فيلادلفيا سفنتي سيكسرز في سنة 1988، ثم لعب مع سرقسطة في الدوري الإسباني في سنة 1988، ثم لعب مع نيويورك نيكس من سنة 1988 إلى 1990، ثم لعب مع بروكلين نتس في سنة 1990، ثم لعب مع سان أنطونيو سبرز في سنة 1990، ثم لعب مع فورتيتودو بولونيا في الدوري الإيطالي في موسم 1991–1992.

## إحصائيات المسيرة
| الفريق      | السنة   | G | W | L | W–L% | النهاية | PG | PW | PL | PW–L% | النتيجة |
| ----------- | ------- | - | - | - | ---- | ------- | -- | -- | -- | ----- | ------- |
| شيكاغو بولز | 2003–04 | 2 | 0 | 2 | .000 | (مؤقت)  | —  | —  | —  | —     | —       |
| شيكاغو بولز | 2007–08 | 1 | 0 | 1 | .000 | (مؤقت)  | —  | —  | —  | —     | —       |
| المسيرة     |         | 3 | 0 | 3 | .000 |         | —  | —  | —  | —     |         |

## روابط خارجية
- بيت مايرز على موقع إن بي أي (الإنجليزية)
- بيت مايرز على موقع سبورتس رفرنس (الإنجليزية)
- بيت مايرز على موقع الدوري الإسباني لكرة السلة (الإسبانية)
- بيت مايرز على موقع كلية كرة السلة في سبورتس رفرنس.كوم (الإنجليزية)
- بيت مايرز على موقع ريلجم (الإنجليزية)
- بيت مايرز على موقع سبورتس رفرنس (الإنجليزية)
- بيت مايرز على موقع سبورتس رفرنس (الإنجليزية)